# Contea di Montgomery (Alabama)
La contea di Montgomery, in inglese Montgomery County, è una contea dello Stato dell'Alabama, negli Stati Uniti. La popolazione al censimento del 2000 era di 223 510 abitanti. Il capoluogo di contea è Montgomery, che è anche la capitale dello Stato, e deriva il suo nome da Richard Montgomery, generale morto durante la guerra d'indipendenza americana nel tentativo di conquistare la città di Québec.

## Geografia fisica
La contea si trova nella parte centro-meridionale dell'Alabama. Lo United States Census Bureau certifica che l'estensione della contea è di 2071 km², di cui 2045 km² composti da terra e i rimanenti 26 km² costituiti da acque interne.
La contea si trova nella Pianura Costiera. I fiumi Alabama e Tallapoosa formano il confine settentrionale.
Nella contea si trovano diverse università, tra cui la Faulkner University, la Auburn University a Montgomery, l'Alabama State University e la Maxwell Air Force Base, sede della Air University.

### Contee confinanti
- Contea di Elmore - nord
- Contea di Macon - nord-est
- Contea di Bullock - est
- Contea di Pike - sud-est
- Contea di Crenshaw - sud-ovest
- Contea di Lowndes - ovest
- Contea di Autauga - nord-ovest

### Laghi, fiumi e parchi
La contea comprende i seguenti laghi, fiumi e parchi:
| Laghi | Fiumi | Parchi                            | Parchi |
| --- | --- | --------------------------------- | ------ |
| - Miller Pond - Edwards Ponds - Twin Lakes - Underwood Lake Number One - Underwood Pond - Hubie Cauthen Number One Lake - Hubie Cauthen Number Two Lake - Champion Lake | - Chubbehatchee Creek - Pinchony Creek - Jenkins Creek - Miller Creek - Johnsons Creek - Line Creek - Catoma Creek - Carters Creek - Mathews Slough | - Selbrook Park - Prattville Park |        |

## Storia
La contea fu creata il 6 dicembre 1816 e deve il suo nome a Lemuel Montgomery del Tennessee, il primo soldato statunitense a cadere nella Battaglia di Horseshoe Bend durante la Guerra Creek del 1813-14.
Il 1º dicembre 1955, Montgomery fu teatro di un evento cruciale nella nascita del movimento per i diritti civili, quando Rosa Parks si rifiutò di cedere il suo posto a un passeggero bianco su un autobus cittadino. Dieci anni dopo, Martin Luther King Jr. concluse la Marcia da Selma a Montgomery per il diritto di voto con un discorso pronunciato davanti al Campidoglio dello Stato.

## Principali strade ed autostrade
| - Interstate 65 - Interstate 85 | - U.S. Highway 31 - U.S. Highway 80 - U.S. Highway 82 - U.S. Highway 231 - U.S. Highway 331 | - Alabama State Route 94 - Alabama State Route 110 - Alabama State Route 152 - Alabama State Route 271 |

## Società

### Evoluzione demografica
Abitanti censiti (migliaia)

## City[8]
- Montgomery (capoluogo)
- Pike Road